# Autódromo Jorge Ángel Pena
Das Autódromo Jorge Ángel Pena ist eine permanente Motorsport-Rennstrecke in San Martín in der argentinischen Provinz Mendoza.

## Geschichte

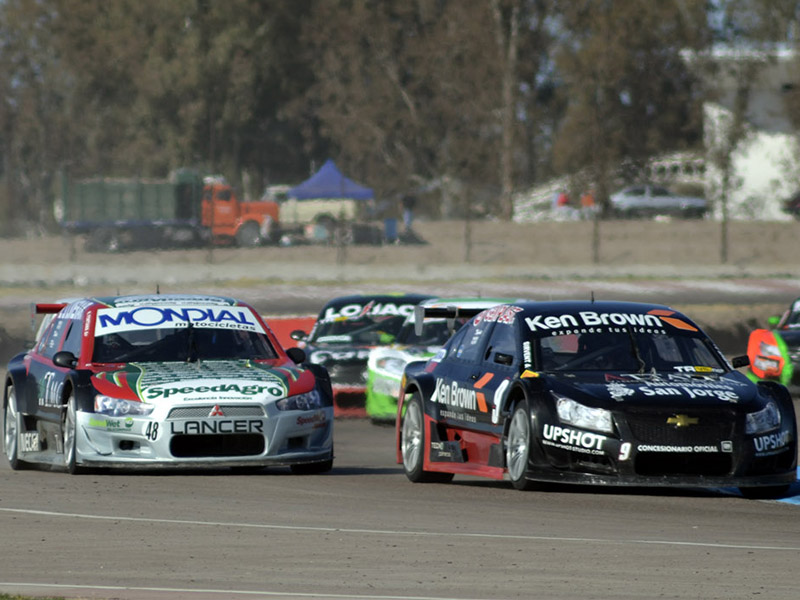
Rennen der Top Race V6-Serie 2013 auf dem Autódromo Jorge Ángel Pena

Die Strecke wurde 1978 von der Asociación de Volantes del Este als 1,6 Kilometer lange Strecke mit nur 7 Kurven gebaut und eröffnet. In den ersten Jahren ihres Bestehens wurde sie für kleinere Rennserien verwendet. Bedeutendste Rennserie zu dieser Zeit war die Formula 3 Sudamericana, die 1987 und 1990 hier antrat.
Nach größeren Renovierungen im Jahr 1994, die zusätzliche Streckenabschnitte am Anfang und Ende der Start-Ziel-Geraden umfasste, wurde sie um rund einen Kilometer Streckenführung erweitert. Damit wurde sie Austragungsort der TC2000. 1996 gewann Juan María Traverso das erste TC2000-Rennen auf dem Kurs.
Der ebenfalls in San Martín gelegene und lange wichtigere Autódromo General San Martín verlor 1997 an Finanzierung, da modernere Strecken bevorzugt wurden. Dies führte zu einer erneuten Verlängerung des Autódromo Jorge Ángel Pena um etwa einen Kilometer, welches in seinem neuen Layout eine Länge von 3,585 Kilometern aufwies und nach Ende der Arbeiten erneut zum Austragungsort der Turismo Competicion 2000 wurde.
Die letzte Streckenverlängerung auf die heutige Länge von 4,167 Kilometern fand Ende 2011 statt, in der Hoffnung ein Rennen der Turismo Carretera auszurichten. Diese gastierte 2012 und 2013 auf dem Kurs.

## Die Strecke
Die Strecke kann in verschiedenen Varianten gefahren werden, wobei für die meisten Rennserien der Hauptkurs, welcher sich über 4,167 km erstreckt und 12 Kurven beinhaltet, verwendet wird. Vom ursprünglichen Originalkurs sind lediglich die (heute nicht mehr benutzte) Kurzanbindung vor Kurve 1 und die Kurven #7 und #8 erhalten.

## Veranstaltungen
Derzeit (Stand 2025) startet lediglich die regionale Serie der Zonal Cuyano an mehreren Wochenenden auf dem Kurs.
Letzte nationale Serie von Rang war die Súper Turismo Competición 2000 die von 2015 bis 2019 auf dem Autodromo antrat. Davor starteten weitere Tourenwagenserien wie die Turismo Nacional, die Turismo Competición 2000, die ACTC Turismo Carretera (als bislang höchstklassigste nationale Serie) und die Top Race V6 Series auf dem Kurs. 2007, 2009 und 2010 war die Strecke auch Ausrichtungsort einer Runde der nationalen Motorrad-Meisterschaften. Auch die Chilenische Formel-3-Meisterschaft startete zeitweise auf der Strecke.